# Paul Agostino
Paul Agostino (Adelaide, 9 juni 1975) is een Australische voetballer van Italiaanse afkomst. Hij speelt sinds 2007 als aanvaller bij Adelaide United.

## Clubcarrière
Agostino speelde in eigen land tot 1992 voor West Adelaide Sharks. Vervolgens vertrok Agostino naar Europa, waar hij speelde voor Young Boys Bern (1992-1994), Yverdon-Sport FC (1994-1995), Bristol City (1995-1997) en TSV 1860 München (1997-2007). In 2007 keerde Agostino terug naar Australië om met Adelaide United in de A-League te spelen.

## Interlandcarrière
Agostino speelde tussen 1996 en 2005 twintig interlands voor het Australisch nationaal elftal, waarin hij negen doelpunten maakte. Hij was onder meer actief op de Olympische Spelen van 1996 in Atlanta.